# Zygmunt Rakoczy

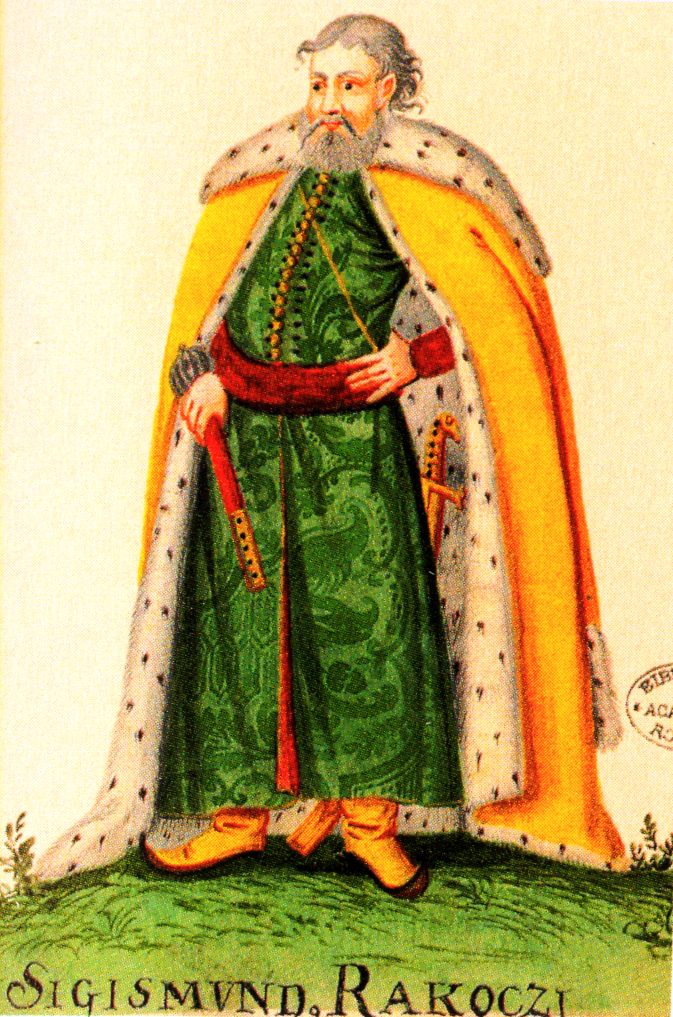
Zygmunt Rakoczy

Herb

Zygmunt Rakoczy (węg. Rákóczi Zsigmond), ur. 1544 r., zm. 1608 r. – węgierski możnowładca pochodzący z rodu Rakoczych, książę Siedmiogrodu w latach 1607–1608.
Wywodził się ze szlacheckiej rodziny węgierskiej Rakoczych. Dzięki swej ambicji znacząco powiększył majątek rodzinny. M. in. w 1601 r. za 80 tys. czerwonych złotych kupił od księcia Janusza Ostrogskiego "państwo" Makowica. Był żupanem borszodskim i turniańskim, piastował godność radcy cesarskiego. W 1605 r. został mianowany gubernatorem Siedmiogrodu i prowadził politykę w imieniu księcia siedmiogrodzkiego Stefana Bocskaya. Po śmierci tego ostatniego został pierwszym z rodu księciem Siedmiogrodu: został wybrany przez stany siedmiogrodzkie w lutym 1607 r. wbrew woli zmarłego poprzednika oraz Wysokiej Porty i mimo konkurencji innych kandydatów (m.in. Gabriela Batorego). Jednak już wkrótce przeciwko Zygmuntowi zbuntowali się hajducy, którzy zmusili go do ustąpienia z tronu w marcu 1608 r. i zastąpili go sprzymierzonym z nimi Gabrielem Batorym. Zygmunt wkrótce potem zmarł, jednak położone przezeń podwaliny pod potęgę rodu zaowocowały później objęciem tronu siedmiogrodzkiego przez jego syna Jerzego I w 1630 r., a potem przez jego potomków.